# Armenia Balducci
Pour les articles homonymes, voir Balducci.
Armenia Balducci, parfois connue sous le nom de Bella Visconti et née à Rome le 13 mars 1933, est une actrice, scénariste de et réalisatrice italienne.

## Biographie
Armenia Balducci est élue Miss Testaccio et mène une courte carrière d'actrice, sous le pseudonyme de Bella Visconti, qui s'étend sur six films entre 1953 et 1956 ; ce n'est qu'en 1971 qu'elle revient devant les caméras pour une apparition dans Sacco et Vanzetti. 
Elle joue également au théâtre ; elle milite dans divers partis de gauche (avec son partenaire et amant de longue date Gian Maria Volonté) et a été deux fois scripte d'Elio Petri. En 1978 et 1980, elle réalise deux films qui portent un regard critique ou satirique sur la bourgeoisie et ses représentants policiers, mais ce sont des échecs financiers. De 1986 à 1993 et à nouveau en 2002, elle travaille comme scénariste pour les films de Giuseppe Ferrara. Cette dernière année, son film La rivincita, tourné en numérique, est présenté en avant-première au festival de Tierra di Siena.

## Filmographie

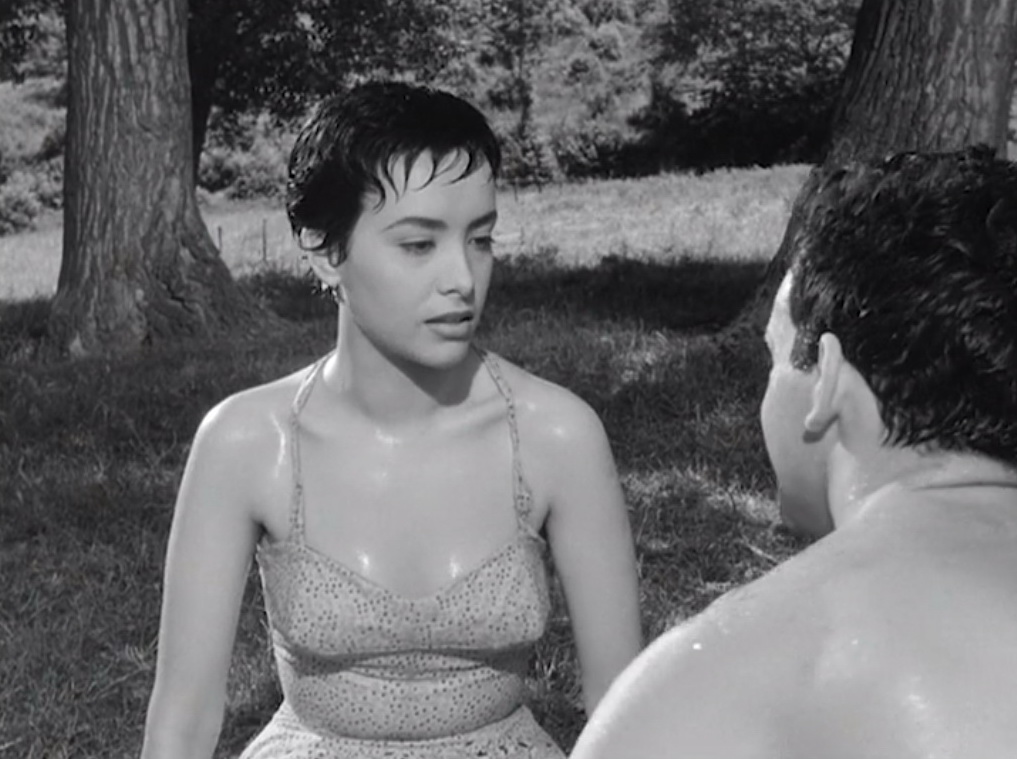
Balducci dans Amours de vacances (1956).

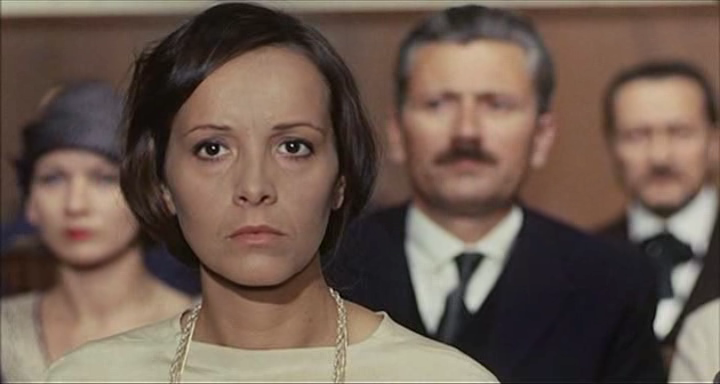
Balducci dans Sacco et Vanzetti (1971).

### Comme actrice
- 1953 : Anni facili de Luigi Zampa.
- 1954 : Les Gaîtés de la correctionnelle (Un giorno in pretura) de Steno.
- 1954 : Questa è la vita (épisode :«  La patente ») de Luigi Zampa.
- 1955 : L'Art de se débrouiller (titre original : L'arte di arrangiarsi) de Luigi Zampa.
- 1955 : La Chasse aux maris, ou « Jeunes filles d'aujourd'hui » (titre original : Ragazze d'oggi) de Luigi Zampa.
- 1956 : Amours de vacances (titre original : Tempo di villeggiatura) d'Antonio Racioppi.
- 1971 : Sacco et Vanzetti de Giuliano Montaldo.

### Comme réalisatrice
- 1979 : Amo non amo
- 1980 : Stark System
- 2002 : La rivincita

### Comme scénariste
- 1979 : Amo non amo
- 1980 : Stark System
- 1986 : Il caso Moro
- 1992 : Narcos
- 1993 : Giovanni Falcone
- 2002 : I banchieri di Dio